# La Villetelle
La Villetelle település Franciaországban, Creuse megyében. Lakosainak száma 166 fő (2022. január 1.). La Villetelle Lupersat, Mautes, Saint-Avit-de-Tardes, Saint-Oradoux-près-Crocq, Saint-Pardoux-d’Arnet és Saint-Silvain-Bellegarde községekkel határos.

## Népesség
A település népességének változása:
| Lakosok száma | 265  | 193  | 188  | 165  | 169  | 169  | 169  | 171  | 171  | 166  |
|               | 1968 | 1982 | 1990 | 2006 | 2013 | 2015 | 2017 | 2019 | 2020 | 2022 |